# Los Hoyos, Delstaten Mexiko
Los Hoyos är en ort i Mexiko.   Den ligger i kommunen Villa de Allende och delstaten Mexiko, i den södra delen av landet, 110 km väster om huvudstaden Mexico City. Los Hoyos ligger 2 487 meter över havet och antalet invånare är 264.
Terrängen runt Los Hoyos är lite bergig, och sluttar söderut. Runt Los Hoyos är det ganska tätbefolkat, med 100 invånare per kvadratkilometer. Närmaste större samhälle är Ixtapan del Oro, 13,4 km sydväst om Los Hoyos. I omgivningarna runt Los Hoyos växer huvudsakligen savannskog.